# Heinrich Karl Woynar
Heinrich Karl Woynar (* 1865 in Rattenberg, Tirol; † 7. August 1917 in Graz) war ein österreichischer Botaniker und Pharmazeut. Sein offizielles botanisches Autorenkürzel lautet „Woyn.“. Früher war auch das Kürzel „Woynar“ in Gebrauch.

## Werke
Er schrieb Bemerkungen über Farnpflanzen Steiermarks. in Mitteilungen des naturwissenschaftlichen Vereins Steiermark, Band 49, S. 120–200, 1913.

## Ehrungen
Nach ihm benannt ist die Hybride Asplenium × woynarianum Asch. & Graebn., die er selbst entdeckt hat.